# هارولد بروستر
هارولد بروستر (بالإنجليزية: Harold Brewster)‏ هو لاعب هوكي الحقل أمريكي، ولد في 2 مايو 1903، وتوفي في 3 سبتمبر 1994.

## وصلات خارجية
- هارولد بروستر على موقع أوليمبيديا (الإنجليزية)